# Lengyel agár

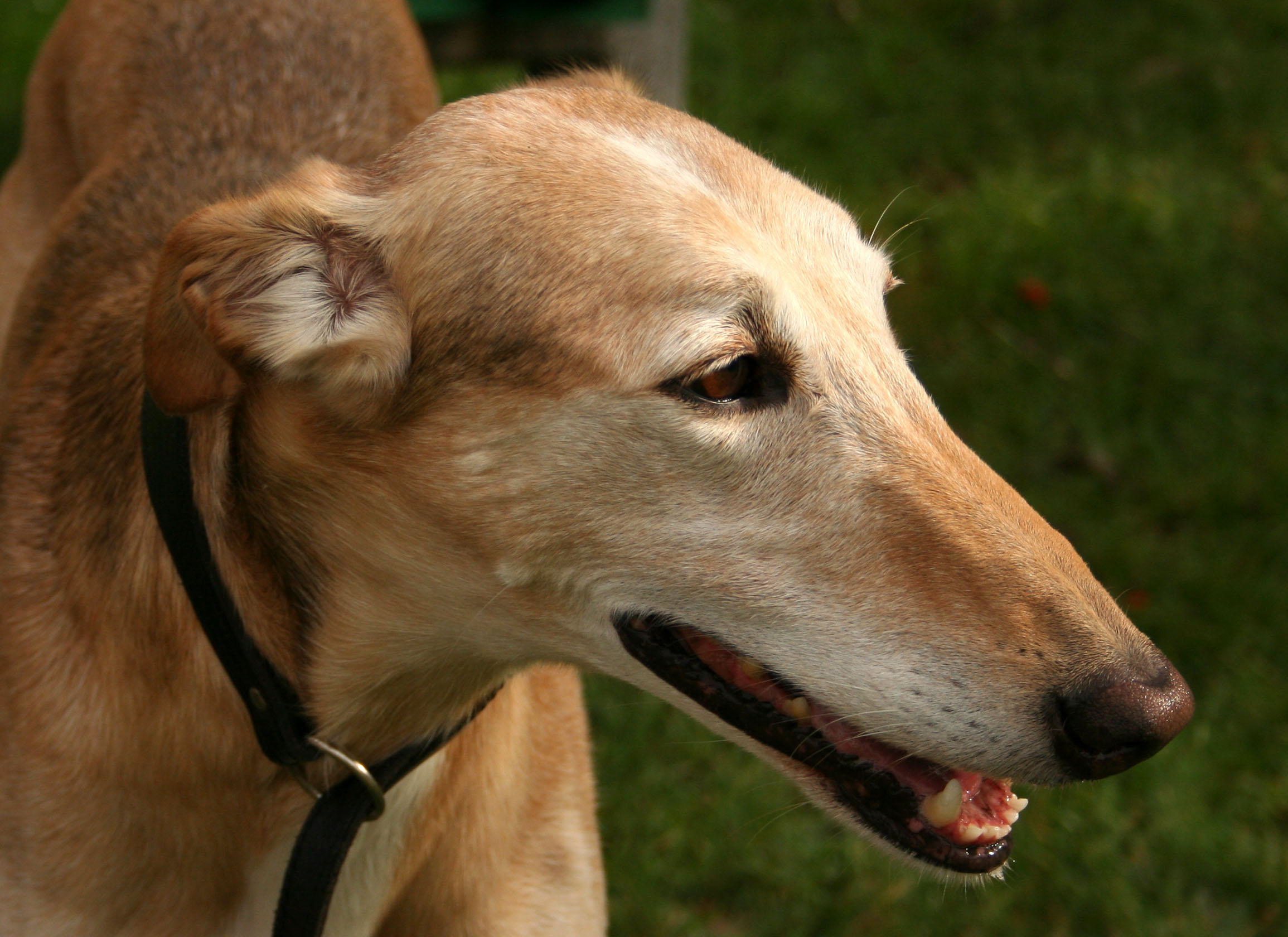
Portré

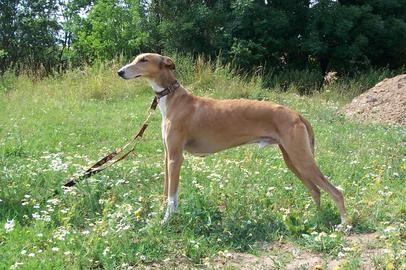
Lengyel agár kan

A lengyel agár (lengyelül chart polski, ejtsd: hart polszki) az Nemzetközi Kinológiai Szövetség által bejegyzett 333. számú kutyafajta.

## Származás és történelem
A 13. század óta ismert a lengyel agár. Valószínűleg a perzsa agár, a saluki közeli rokona. Már a korabeli irodalom is beszámolt  róla, képekkel tarkítva. Ezek a képek a 19. századi egyedekre hasonlítanak. Ez azt a tanulságot adja nekünk, hogy az újkori tenyésztés során ez az agárfaj maradt az egyik legstabilabb. A keresztezések nem tudták megváltoztatni az ősi perzsa agár vonásait. Más agárfajtákkal is keresztezték, így a mai példányok ellenállóbbak, mint régen. Az USA-ban 1991-ben született az első lengyel agár alom. Ennek ellenére a lengyel agár szinte teljesen ismeretlen Lengyelországon kívül.

## Leírás
Testes, mégis elegáns. Alkalmazkodott a lengyel éghajlathoz. Marmagassága a kanoknál 70–80 cm, a szukáknál 68–75 cm. Mindenféle színkombinációban előfordulhat. A szőre rövid, egyenes, erős de nem drótszerű. Az FCI szabvány közepes nagyságú füleket vár el, inkább kisebbeket részesít előnyben. Ha előre húzzuk őket, akkor a szemvonalig kell érniük. A fülek távolsága a szemek távolságával egyezik meg. A fülkagyló puha, a fülek húsosnak hatnak. A fülek állása sokféle lehet: hátrahúzott, nyak felé lógó, figyelemfelkeltés estén felfelé álló.

## Jellem
A lengyel agár kitartó, bátor és magabiztos, tartózkodó, nyugodt és érzékeny. Imád az emberek közelében lenni. Más kutyákkal szemben magabiztosan lép fel.

## Alkalmazás
A lovasvadászatok során rókavadászatra használták, néha farkasvadászatra. Manapság a coursing nevű agárfutóversenyeken vesznek részt.

## Lásd még
Más rövidszőrű agárfélék:
- Magyar agár
- Angol agár
- Cirneco dell'Etna

Kutyafajták:
- Kutyafajták listája

## Szabvány
- Az FCI szabvány leírása angolul[halott link]